# Hans Peter Friedl

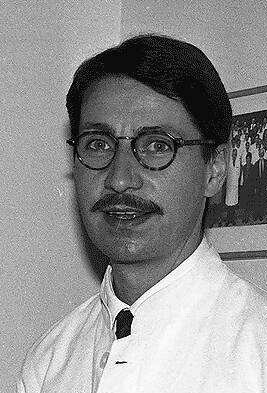
Hans Peter Friedl (1998)

Hans Peter Friedl (* 22. Mai 1960; † 8. Juli 2019) war ein deutscher Unfallchirurg und ehemaliger Hochschullehrer.

## Leben
Nach dem Abitur absolvierte Friedl ein Medizinstudium an der Universität Ulm und schloss das medizinische Staatsexamen mit der Note 3 ab. 1991 habilitierte er an der chirurgischen Klinik der Universität Zürich. Von 1997 bis 2000 war er ärztlicher Direktor der Klinik für Unfallchirurgie am Universitätsklinikum Freiburg im Breisgau und C4-Professor für Unfallchirurgie an der Albert-Ludwigs-Universität Freiburg.
Zum Zeitpunkt seiner Berufung war er mit 37 Jahren der jüngste chirurgische Ordinarius Deutschlands.

### Ausscheiden
Mit dem Vorwurf, mehrere schwere Behandlungsfehler begangen zu haben, wurde er im Mai 2000 vom Dienst suspendiert und später gerichtlich angeklagt. Zur Last gelegt wurden ihm rund 90 Verfehlungen, neben schweren Behandlungsfehlern auch Anweisungen an Untergebene zur Fälschung von Operationsberichten und anderes. Im Februar 2003 verurteilte ihn das Landgericht Freiburg wegen einer vorsätzlichen und drei fahrlässigen Körperverletzungen zu einer Geldstrafe von 24.300 Euro (270 Tagessätze). Die Staatsanwaltschaft hatte ein dreijähriges Berufsverbot und zwei Jahre Haft, ausgesetzt zur Bewährung, gefordert. Strafmildernd werteten die Richter unter anderem, dass wesentliche Akten der Klinik zu den gravierendsten Anschuldigungen verschwunden waren, sowie die Rufminderung durch die Berichterstattung der Medien und eine günstige Prognose bei eventueller Wiederaufnahme seiner Tätigkeit. Das Gericht ging bei ihrer Strafzumessung an der unteren möglichen Grenze von einer Entlassung Friedls nach einem Disziplinarverfahren aus. Im Januar 2004 bestätigte der Bundesgerichtshof das Urteil; er ließ kein Revisionsverfahren zu.
Die Uni Freiburg weigerte sich, Friedl weiter zu beschäftigen, und sei es auch nur noch in Forschung und Lehre. Wegen seines Status als Beamter auf Lebenszeit musste ihm jedoch nach einer Entscheidung des VGH Baden-Württemberg vom Zeitpunkt seiner Suspendierung bis Anfang 2009 das volle Grundgehalt weiterbezahlt werden, obwohl Friedl seit 2001 im kanadischen Kamloops lebt. Die Einleitung eines Disziplinarverfahrens gegen ihn, das seine zwangsweise Entfernung aus dem Beamtendienst ohne Bezüge zum Ziel hatte, wurde geprüft. Ein hierzu als Untersuchungsführer eingesetzter Richter eines anderen Gerichts kam nach sechsjährigen Ermittlungen in einem Vorbericht zu der Auffassung, dass aufgrund des milden Landgerichtsurteils und der hohen Hürden des baden-württembergischen Disziplinarrechts es der angestrebten Entlassung an Erfolgsaussicht mangele. Daher wurde Anfang 2009 ein Vergleich geschlossen. Dem zufolge schied Friedl auf eigenen Antrag gegen Zahlung einer Abfindung von 1,98 Millionen Euro und Einstellung aller anhängigen Verfahren aus dem Beamtenverhältnis aus. Mit der Abfindung durch die Uniklinik seien entgangene Einkünfte aus der Behandlung von Privatpatienten und Pensionsansprüche abgegolten. Näheres aus dem Vertrag ist nicht öffentlich bekannt.
Die Aufdeckung der Vorgänge um Friedls Tätigkeit an der Klinik und deren gerichtliche Aufarbeitung fanden ein breites Echo bis in bundesweite Medien. Im März 2009 erstatteten zwei Freiburger Rechtsanwälte, unterstützt von über 160 weiteren Anwälten aus dem Landgerichtsbezirk Freiburg, Strafanzeige gegen die für den Vergleich Verantwortlichen der Uniklinik und des Landes Baden-Württemberg wegen des Verdachts von Haushalts- bzw. Amtsuntreue, da aus ihrer Sicht ein Disziplinarverfahren bei den vorliegenden Verfehlungen Friedls durchaus erfolgversprechend sei. Auch seien Abfindungen im Dienstrecht gar nicht vorgesehen. Im Landtag von Baden-Württemberg wurde das Thema ebenfalls behandelt, wobei die Oppositionsfraktionen den Stopp der Abfindung, eine Überprüfung der Vergleichsentscheidung und die Einsichtnahme in den juristischen Vorbericht verlangten.
Im Dezember 2013 hat das Verwaltungsgericht Freiburg die von Hans Peter Friedl eingereichte Klage auf Zahlung der ausgehandelten Abfindung zurückgewiesen. Eine Berufung gegen dieses Urteil wurde vom Gericht zugelassen, blieb aber erfolglos: Der Verwaltungsgerichtshof Baden-Württemberg bestätigte die Entscheidung im Juni 2015 im Ergebnis, ohne hiergegen eine Revision zuzulassen.